# Platyphasia similis
Platyphasia similis là một loài ruồi trong họ Tachinidae.